# کیم هیون جین (خواننده)
کیم هیون جین (کره‌ای: 김현진؛ زادهٔ ۱۵ نوامبر ۲۰۰۰) که با نام هیون‌جین شناخته می‌شود، خواننده اهل کره جنوبی است. او عضو گروه لونا، زیرگروه آن لونا ۱/۳ و لیدر گروه جانبی آن، لوزمبل است.

## زندگی اولیه
کیم هیون جین در ۱۵ نوامبر ۲۰۰۰ در ناحیه گانگ‌دونگ، سئول، کره جنوبی به دنیا آمد. او دو برادر بزرگ‌تر دارد؛ یکی از برادرانش خوانندهٔ گروه موسیقی BI-O-NE و دیگری بازیگر است. هیون‌جین در سال ۲۰۱۹ از دبیرستان دخترانه هان‌سونگ فارغ‌التحصیل شد.
هیون‌جین در سال ۲۰۱۳، زمانی که تنها سیزده سال داشت، در قسمت چهلم برنامهٔ واقع‌نمای کره‌ای سه احمق (Three Idiots) حضور یافت. او به عنوان یک زیبای طبیعی معرفی شد و مهارت‌های خود در طناب زدن را نشان داد.